# Serie A1 w piłce siatkowej kobiet (2021/2022)
Serie A1 2021/2022 – 77. sezon walki o mistrzostwo Włoch organizowany przez Lega Pallavolo Serie A pod egidą Włoskiego Związku Piłki Siatkowej (wł. Federazione Italiana Pallavolo, FIPAV).

## Polki w Serie A
| Imię i nazwisko   | Klub                    |
| ----------------- | ----------------------- |
| Joanna Wołosz     | Imoco Volley Conegliano |
| Magdalena Stysiak | Vero Volley Monza       |

## Drużyny uczestniczące
| \| \| Uczestnicy poprzedniej edycji \| \| \| \| --------------------------------------------------------------------------------------------------------------------------------------------------------------------------------- \| -------------------------------------- \| -- \| --- \| \| CON \| Imoco Volley Conegliano \| 1 \| LM \| \| NOV \| Igor Gorgonzola Novara \| 2 \| LM \| \| MON \| Vero Volley Monza \| 3 \| LM \| \| BUS \| Unet E-Work Busto Arsizio \| 4 \| CEV \| \| SCA \| Savino Del Bene Scandicci \| 5 \| PCh \| \| CHI \| Reale Mutua Fenera Chieri \| 6 \| \| \| CUN \| Bosca San Bernardo Cuneo \| 7 \| \| \| TRE \| Delta Despar Trentino \| 8 \| \| \| FIR \| Il Bisonte Firenze \| 9 \| \| \| PER \| Bartoccini Fortinfissi Perugia \| 10 \| \| \| CAS \| Vbc Trasporti Pesanti Casalmaggiore \| 11 \| \| \| BER \| Volley Bergamo 1991 \| 12 \| \| \| \| Awans z Serie A2 \| \| \| \| VAL \| Megabox Ondulati Del Savio Vallefoglia \| 1 \| \| \| ROM \| Acqua & Sapone Roma Volley Club \| 2 \| \| \| Oznaczenia: - kolumna pierwsza – skróty nazw drużyn wpisane na mapie (jeśli ta została zamieszczona), - kolumna trzecia – miejsce zajęte przez daną drużynę w poprzednim sezonie. \| \| \| \| |                                        | CONNOVMONBUSSCACHICUNTREFIRPERCASBERVALROM Lokalizacja klubów |     |
| | Uczestnicy poprzedniej edycji          |                                                               |     |
| CON | Imoco Volley Conegliano                | 1                                                             | LM  |
| NOV | Igor Gorgonzola Novara                 | 2                                                             | LM  |
| MON | Vero Volley Monza                      | 3                                                             | LM  |
| BUS | Unet E-Work Busto Arsizio              | 4                                                             | CEV |
| SCA | Savino Del Bene Scandicci              | 5                                                             | PCh |
| CHI | Reale Mutua Fenera Chieri              | 6                                                             |     |
| CUN | Bosca San Bernardo Cuneo               | 7                                                             |     |
| TRE | Delta Despar Trentino                  | 8                                                             |     |
| FIR | Il Bisonte Firenze                     | 9                                                             |     |
| PER | Bartoccini Fortinfissi Perugia         | 10                                                            |     |
| CAS | Vbc Trasporti Pesanti Casalmaggiore    | 11                                                            |     |
| BER | Volley Bergamo 1991                    | 12                                                            |     |
| | Awans z Serie A2                       |                                                               |     |
| VAL | Megabox Ondulati Del Savio Vallefoglia | 1                                                             |     |
| ROM | Acqua & Sapone Roma Volley Club        | 2                                                             |     |
| Oznaczenia: - kolumna pierwsza – skróty nazw drużyn wpisane na mapie (jeśli ta została zamieszczona), - kolumna trzecia – miejsce zajęte przez daną drużynę w poprzednim sezonie. |                                        |                                                               |     |

## Hale sportowe
| Klub                                   | Hala sportowa                            | Liczba miejsc siedzących |
| -------------------------------------- | ---------------------------------------- | ------------------------ |
| Volley Bergamo 1991                    | PalaNorda                                | 2 250                    |
| Unet E-Work Busto Arsizio              | PalaYamamay                              | 5 000                    |
| Megabox Ondulati Del Savio Vallefoglia | Palazzetto dello sport Alberto Carneroli | 1 612                    |
| Acqua & Sapone Roma Volley Club        | PalaLottomatica                          | 11 200                   |
| Bosca San Bernardo Cuneo               | PalaCastagneretta                        | 4 700                    |
| Vbc Trasporti Pesanti Casalmaggiore    | PalaRadi                                 | 3 519                    |
| Imoco Volley Conegliano                | PalaVerde                                | 5 344                    |
| Il Bisonte Firenze                     | Nelson Mandela Forum                     | 7 800                    |
| Delta Despar Trentino                  | PalaTrento                               | 3 569                    |
| Bartoccini Fortinfissi Perugia         | PalaBarton                               | 5 300                    |
| Vero Volley Monza                      | Candy Arena                              | 4 500                    |
| Igor Gorgonzola Novara                 | PalaTerdoppio                            | 5 000                    |
| Reale Mutua Fenera Chieri              | PalaMaddalene                            | 1 200                    |
| Savino Del Bene Scandicci              | Palazzetto dello Sport Scandicci         | 2 000                    |

## Trenerzy
| Klub                                   | Pierwszy trener       | Narodowość | Drugi trener         | Narodowość    |
| -------------------------------------- | --------------------- | ---------- | -------------------- | ------------- |
| Acqua & Sapone Roma Volley Club        | Stefano Saja          | Włochy     | Andrea Mafrici       | Włochy        |
| Bartoccini Fortinfissi Perugia         | Luca Cristofani       | Włochy     | Andrea Giovi         | Włochy        |
| Bosca San Bernardo Cuneo               | Andrea Pistola        | Włochy     | Domenico Petruzzelli | Włochy        |
| Delta Despar Trentino                  | Matteo Bertini        | Włochy     | Serena Avi           | Włochy        |
| Igor Gorgonzola Novara                 | Stefano Lavarini      | Włochy     | Davide Baraldi       | Włochy        |
| Il Bisonte Firenze                     | Massimo Bellano       | Włochy     | Marcello Cervellin   | Włochy        |
| Imoco Volley Conegliano                | Daniele Santarelli    | Włochy     | Valerio Lionetti     | Włochy        |
| Megabox Ondulati Del Savio Vallefoglia | Fabio Bonafede        | Włochy     | Giacomo Passeri      | Włochy        |
| Reale Mutua Fenera Chieri              | Giulio Cesare Bregoli | Włochy     | Marco Sinibaldi      | Włochy        |
| Savino Del Bene Scandicci              | Massimo Barbolini     | Włochy     | Sándor Kántor        | Węgry/ Włochy |
| Unet E-Work Busto Arsizio              | Marco Musso           | Włochy     | Marco Gaviraghi      | Włochy        |
| Vbc Trasporti Pesanti Casalmaggiore    | Martino Volpini       | Włochy     | Tommaso Zagni        | Włochy        |
| Vero Volley Monza                      | Marco Gaspari         | Włochy     | Fabio Parazzoli      | Włochy        |
| Volley Bergamo 1991                    | Pasqualino Giangrossi | Włochy     | Marco Zanelli        | Włochy        |

### Zmiany trenerów
| Klub                                | Były trener           | Narodowość | Data odejścia | Nowy trener           | Narodowość | Data przyjścia |       |
| ----------------------------------- | --------------------- | ---------- | ------------- | --------------------- | ---------- | -------------- | ----- |
| Przed sezonem                       |                       |            |               |                       |            |                |       |
| Acqua & Sapone Roma Volley Club     | Luca Cristofani       | Włochy     | 30.04.2021    | Stefano Saja          | Włochy     | 22.05.2021     | [ 1 ] |
| Bartoccini Fortinfissi Perugia      | Davide Mazzanti       | Włochy     | 30.04.2021    | Luca Cristofani       | Włochy     | 10.05.2021     | [ 2 ] |
| Il Bisonte Firenze                  | Marco Mencarelli      | Włochy     | 03.04.2021    | Massimo Bellano       | Włochy     | 12.04.2021     | [ 3 ] |
| Vbc Trasporti Pesanti Casalmaggiore | Carlo Parisi          | Włochy     | 30.04.2021    | Martino Volpini       | Włochy     | 01.07.2021     | [ 4 ] |
| Volley Bergamo 1991                 | Daniele Turino        | Włochy     | 30.04.2021    | Pasqualino Giangrossi | Włochy     | 17.08.2021     | [ 5 ] |
| W trakcie sezonu                    |                       |            |               |                       |            |                |       |
| Acqua & Sapone Roma Volley Club     | Stefano Saja          | Włochy     | 01.02.2022    | Andrea Mafrici        | Włochy     | 02.02.2022     | [ 6 ] |
| Volley Bergamo 1991                 | Pasqualino Giangrossi | Włochy     | 09.02.2022    | Stefano Micoli        | Włochy     | 14.02.2022     | [ 7 ] |

## Rozgrywki

### Faza zasadnicza

#### Tabela wyników
| Gospodarz \ Gość1                      | CON | NOV | MON | BUS | SCA | CHI | CUN | TRE | FIR | PER | CAS | BER | VAL | ROM |
| -------------------------------------- | --- | --- | --- | --- | --- | --- | --- | --- | --- | --- | --- | --- | --- | --- |
| Imoco Volley Conegliano                | -   | 3:0 | 1:3 | 3:2 | 3:1 | 3:1 | 3:1 | 3:0 | 2:3 | 3:0 | 3:0 | 3:1 | 3:0 | 3:0 |
| Igor Gorgonzola Novara                 | 3:1 | -   | 3:1 | 3:1 | 0:3 | 3:2 | 3:1 | 3:0 | 3:0 | 3:0 | 3:0 | 3:1 | 3:0 | 3:0 |
| Vero Volley Monza                      | 2:3 | 2:3 | -   | 3:0 | 3:0 | 3:1 | 3:0 | 3:0 | 3:0 | 3:0 | 3:0 | 3:1 | 3:0 | 3:0 |
| Unet E-Work Busto Arsizio              | 0:3 | 2:3 | 3:1 | -   | 2:3 | 3:1 | 3:0 | 3:0 | 3:0 | 3:0 | 2:3 | 3:1 | 3:0 | 3:0 |
| Savino Del Bene Scandicci              | 1:3 | 3:0 | 1:3 | 3:0 | -   | 3:1 | 3:2 | 3:0 | 3:1 | 3:2 | 3:0 | 3:1 | 2:3 | 3:1 |
| Reale Mutua Fenera Chieri              | 0:3 | 0:3 | 0:3 | 3:0 | 2:3 | -   | 3:2 | 3:1 | 3:2 | 3:1 | 3:0 | 3:1 | 3:0 | 3:0 |
| Bosca San Bernardo Cuneo               | 2:3 | 0:3 | 2:3 | 3:2 | 0:3 | 3:2 | -   | 3:2 | 3:0 | 3:2 | 3:0 | 3:0 | 3:0 | 0:3 |
| Delta Despar Trentino                  | 0:3 | 1:3 | 0:3 | 2:3 | 0:3 | 1:3 | 2:3 | -   | 1:3 | 0:3 | 0:3 | 3:0 | 0:3 | 3:0 |
| Il Bisonte Firenze                     | 1:3 | 1:3 | 3:2 | 1:3 | 1:3 | 3:1 | 3:1 | 3:1 | -   | 3:0 | 3:0 | 3:1 | 3:2 | 2:3 |
| Bartoccini Fortinfissi Perugia         | 0:3 | 0:3 | 1:3 | 1:3 | 0:3 | 1:3 | 1:3 | 3:2 | 1:3 | -   | 3:0 | 2:3 | 3:1 | 3:0 |
| Vbc Trasporti Pesanti Casalmaggiore    | 0:3 | 0:3 | 3:2 | 1:3 | 3:0 | 1:3 | 1:3 | 2:3 | 2:3 | 2:3 | -   | 0:3 | 3:0 | 2:3 |
| Volley Bergamo 1991                    | 0:3 | 0:3 | 0:3 | 1:3 | 1:3 | 1:3 | 3:2 | 1:3 | 3:2 | 3:1 | 2:3 | -   | 3:1 | 3:0 |
| Megabox Ondulati Del Savio Vallefoglia | 2:3 | 1:3 | 0:3 | 1:3 | 0:3 | 3:1 | 0:3 | 3:2 | 1:3 | 3:1 | 3:0 | 3:0 | -   | 2:3 |
| Acqua & Sapone Roma Volley Club        | 0:3 | 1:3 | 0:3 | 2:3 | 1:3 | 3:1 | 2:3 | 0:3 | 3:1 | 1:3 | 1:3 | 3:2 | 1:3 | -   |

Źródło: (wł.)
1 Drużyna gospodarzy jest wymieniona po lewej stronie tabeli.
Kolory:
  zwycięstwo gospodarzy 3:0 lub 3:1
  zwycięstwo gospodarzy 3:2
  zwycięstwo gości 3:0 lub 3:1
  zwycięstwo gości 3:2

#### Terminarz i wyniki[8]
| 1. kolejka | 1. kolejka | 1. kolejka                          | 1. kolejka                       | 1. kolejka                             | 1. kolejka | 1. kolejka |
| Data       | Godzina    | Gospodarz                           | Rezultat                         | Gość                                   | Widzów     | Raport     |
| ---------- | ---------- | ----------------------------------- | -------------------------------- | -------------------------------------- | ---------- | ---------- |
| 09.10.2021 | 20:30      | Unet E-Work Busto Arsizio           | 3:1 (15:25, 25:21, 25:21, 23:25) | Vero Volley Monza                      | 1233       | Raport     |
| 10.10.2021 | 17:00      | Igor Gorgonzola Novara              | 3:0 (25:22, 25:22, 25:19)        | Il Bisonte Firenze                     | 1200       | Raport     |
| 10.10.2021 | 17:00      | Bosca San Bernardo Cuneo            | 0:3 (20:25, 21:25, 24:26)        | Acqua & Sapone Roma Volley Club        | 700        | Raport     |
| 10.10.2021 | 17:00      | Vbc Trasporti Pesanti Casalmaggiore | 3:0 (25:22, 25:23, 27:25)        | Savino Del Bene Scandicci              | 1225       | Raport     |
| 10.10.2021 | 17:00      | Reale Mutua Fenera Chieri           | 3:1 (25:15, 22:25, 25:19, 25:22) | Bartoccini Fortinfissi Perugia         | 526        | Raport     |
| 10.10.2021 | 17:00      | Volley Bergamo 1991                 | 1:3 (25:23, 23:25, 18:25, 18:25) | Delta Despar Trentino                  | 613        | Raport     |
| 10.10.2021 | 20:30      | Imoco Volley Conegliano             | 3:0 (25:17, 25:23, 27:25)        | Megabox Ondulati Del Savio Vallefoglia | 1750       | Raport     |

| 2. kolejka | 2. kolejka | 2. kolejka                             | 2. kolejka                             | 2. kolejka                          | 2. kolejka | 2. kolejka |
| Data       | Godzina    | Gospodarz                              | Rezultat                               | Gość                                | Widzów     | Raport     |
| ---------- | ---------- | -------------------------------------- | -------------------------------------- | ----------------------------------- | ---------- | ---------- |
| 16.10.2021 | 20:30      | Savino Del Bene Scandicci              | 3:1 (25:15, 26:24, 20:25, 25:15)       | Volley Bergamo 1991                 | 500        | Raport     |
| 17.10.2021 | 17:00      | Igor Gorgonzola Novara                 | 3:0 (25:18, 25:21, 25:11)              | Vbc Trasporti Pesanti Casalmaggiore | 1500       | Raport     |
| 17.10.2021 | 17:00      | Acqua & Sapone Roma Volley Club        | 0:3 (21:25, 15:25, 24:26)              | Imoco Volley Conegliano             | 4200       | Raport     |
| 17.10.2021 | 17:00      | Vero Volley Monza                      | 3:1 (25:27, 25:15, 25:20, 25:13)       | Reale Mutua Fenera Chieri           | 617        | Raport     |
| 17.10.2021 | 17:00      | Megabox Ondulati Del Savio Vallefoglia | 1:3 (17:25, 25:20, 20:25, 18:25)       | Unet E-Work Busto Arsizio           | 400        | Raport     |
| 17.10.2021 | 17:00      | Bartoccini Fortinfissi Perugia         | 1:3 (26:24, 21:25, 21:25, 23:25)       | Il Bisonte Firenze                  | 520        | Raport     |
| 17.10.2021 | 20:30      | Delta Despar Trentino                  | 2:3 (16:25, 25:17, 25:21, 16:25, 4:15) | Bosca San Bernardo Cuneo            | 300        | Raport     |

| 3. kolejka | 3. kolejka | 3. kolejka                             | 3. kolejka                       | 3. kolejka                          | 3. kolejka | 3. kolejka |
| Data       | Godzina    | Gospodarz                              | Rezultat                         | Gość                                | Widzów     | Raport     |
| ---------- | ---------- | -------------------------------------- | -------------------------------- | ----------------------------------- | ---------- | ---------- |
| 20.10.2021 | 19:30      | Megabox Ondulati Del Savio Vallefoglia | 3:1 (25:23, 16:25, 25:23, 25:17) | Reale Mutua Fenera Chieri           | 370        | Raport     |
| 20.10.2021 | 19:30      | Acqua & Sapone Roma Volley Club        | 1:3 (24:26, 18:25, 25:23, 21:25) | Vbc Trasporti Pesanti Casalmaggiore | 700        | Raport     |
| 20.10.2021 | 20:30      | Volley Bergamo 1991                    | 0:3 (21:25, 23:25, 15:25)        | Vero Volley Monza                   | 307        | Raport     |
| 20.10.2021 | 20:30      | Bosca San Bernardo Cuneo               | 0:3 (24:26, 23:25, 21:25)        | Savino Del Bene Scandicci           | 810        | Raport     |
| 20.10.2021 | 20:30      | Il Bisonte Firenze                     | 3:1 (25:13, 17:25, 25:16, 25:19) | Delta Despar Trentino               | 125        | Raport     |
| 20.10.2021 | 20:45      | Unet E-Work Busto Arsizio              | 3:0 (25:21, 25:15, 25:19)        | Bartoccini Fortinfissi Perugia      | 1294       | Raport     |
| 21.10.2021 | 20:30      | Imoco Volley Conegliano                | 3:0 (25:22, 30:28, 25:23)        | Igor Gorgonzola Novara              | 2703       | Raport     |

| 4. kolejka | 4. kolejka | 4. kolejka                          | 4. kolejka                             | 4. kolejka                             | 4. kolejka | 4. kolejka |
| Data       | Godzina    | Gospodarz                           | Rezultat                               | Gość                                   | Widzów     | Raport     |
| ---------- | ---------- | ----------------------------------- | -------------------------------------- | -------------------------------------- | ---------- | ---------- |
| 23.10.2021 | 17:00      | Il Bisonte Firenze                  | 3:1 (23:25, 25:16, 25:23, 25:18)       | Bosca San Bernardo Cuneo               | 225        | Raport     |
| 23.10.2021 | 20:45      | Bartoccini Fortinfissi Perugia      | 3:0 (25:19, 26:24, 25:22)              | Acqua & Sapone Roma Volley Club        | 430        | Raport     |
| 24.10.2021 | 17:00      | Vbc Trasporti Pesanti Casalmaggiore | 0:3 (15:25, 23:25, 23:25)              | Imoco Volley Conegliano                | 1823       | Raport     |
| 24.10.2021 | 17:00      | Savino Del Bene Scandicci           | 3:0 (25:22, 25:20, 25:19)              | Delta Despar Trentino                  | 600        | Raport     |
| 24.10.2021 | 17:00      | Reale Mutua Fenera Chieri           | 3:0 (25:20, 25:19, 26:24)              | Unet E-Work Busto Arsizio              | 850        | Raport     |
| 24.10.2021 | 17:00      | Volley Bergamo 1991                 | 3:1 (27:25, 25:19, 22:25, 25:16)       | Megabox Ondulati Del Savio Vallefoglia | 432        | Raport     |
| 24.10.2021 | 20:30      | Vero Volley Monza                   | 2:3 (35:33, 22:25, 18:25, 25:20, 4:15) | Igor Gorgonzola Novara                 | 942        | Raport     |

| 5. kolejka | 5. kolejka | 5. kolejka                          | 5. kolejka                              | 5. kolejka                             | 5. kolejka | 5. kolejka |
| Data       | Godzina    | Gospodarz                           | Rezultat                                | Gość                                   | Widzów     | Raport     |
| ---------- | ---------- | ----------------------------------- | --------------------------------------- | -------------------------------------- | ---------- | ---------- |
| 30.10.2021 | 20:30      | Delta Despar Trentino               | 1:3 (32:30, 19:25, 22:25, 13:25)        | Reale Mutua Fenera Chieri              | 302        | Raport     |
| 30.10.2021 | 20:30      | Vero Volley Monza                   | 2:3 (25:14, 20:25, 27:25, 20:25, 13:15) | Imoco Volley Conegliano                | 2307       | Raport     |
| 31.10.2021 | 17:00      | Igor Gorgonzola Novara              | 3:0 (25:22, 25:22, 25:15)               | Bartoccini Fortinfissi Perugia         | 1250       | Raport     |
| 31.10.2021 | 17:00      | Vbc Trasporti Pesanti Casalmaggiore | 0:3 (20:25, 15:25, 22:25)               | Volley Bergamo 1991                    | 1439       | Raport     |
| 31.10.2021 | 17:00      | Bosca San Bernardo Cuneo            | 3:0 (25:21, 25:18, 25:23)               | Megabox Ondulati Del Savio Vallefoglia | 701        | Raport     |
| 31.10.2021 | 17:00      | Unet E-Work Busto Arsizio           | 2:3 (21:25, 25:23, 25:16, 18:25, 12:15) | Savino Del Bene Scandicci              | 1650       | Raport     |
| 01.11.2021 | 20:30      | Acqua & Sapone Roma Volley Club     | 3:1 (19:25, 25:23, 25:20, 25:17)        | Il Bisonte Firenze                     | 750        | Raport     |

| 6. kolejka | 6. kolejka | 6. kolejka                             | 6. kolejka                              | 6. kolejka                          | 6. kolejka | 6. kolejka |
| Data       | Godzina    | Gospodarz                              | Rezultat                                | Gość                                | Widzów     | Raport     |
| ---------- | ---------- | -------------------------------------- | --------------------------------------- | ----------------------------------- | ---------- | ---------- |
| 06.11.2021 | 17:00      | Il Bisonte Firenze                     | 3:0 (25:18, 25:18, 27:25)               | Vbc Trasporti Pesanti Casalmaggiore | 199        | Raport     |
| 06.11.2021 | 18:00      | Imoco Volley Conegliano                | 3:2 (25:21, 20:25, 21:25, 25:23, 15:11) | Unet E-Work Busto Arsizio           | 3031       | Raport     |
| 06.11.2021 | 18:30      | Bartoccini Fortinfissi Perugia         | 2:3 (23:25, 25:20, 25:21, 22:25, 6:15)  | Volley Bergamo 1991                 | 464        | Raport     |
| 06.11.2021 | 20:30      | Reale Mutua Fenera Chieri              | 3:0 (25:20, 25:20, 25:17)               | Acqua & Sapone Roma Volley Club     | 748        | Raport     |
| 07.11.2021 | 17:00      | Savino Del Bene Scandicci              | 1:3 (14:25, 25:14, 24:26, 18:25)        | Vero Volley Monza                   | 700        | Raport     |
| 07.11.2021 | 17:00      | Megabox Ondulati Del Savio Vallefoglia | 3:2 (17:25, 18:25, 27:25, 25:16, 23:21) | Delta Despar Trentino               | 426        | Raport     |
| 07.11.2021 | 19:30      | Igor Gorgonzola Novara                 | 3:1 (26:24, 25:14, 22:25, 25:22)        | Bosca San Bernardo Cuneo            | 1600       | Raport     |

| 7. kolejka | 7. kolejka | 7. kolejka                          | 7. kolejka                             | 7. kolejka                             | 7. kolejka | 7. kolejka |
| Data       | Godzina    | Gospodarz                           | Rezultat                               | Gość                                   | Widzów     | Raport     |
| ---------- | ---------- | ----------------------------------- | -------------------------------------- | -------------------------------------- | ---------- | ---------- |
| 13.11.2021 | 19:30      | Delta Despar Trentino               | 0:3 (18:25, 21:25, 19:25)              | Bartoccini Fortinfissi Perugia         | 185        | Raport     |
| 13.11.2021 | 20:30      | Vbc Trasporti Pesanti Casalmaggiore | 3:0 (25:23, 25:22, 25:22)              | Megabox Ondulati Del Savio Vallefoglia | 1275       | Raport     |
| 14.11.2021 | 17:00      | Unet E-Work Busto Arsizio           | 3:0 (25:21, 25:20, 25:20)              | Il Bisonte Firenze                     | 1745       | Raport     |
| 14.11.2021 | 17:00      | Acqua & Sapone Roma Volley Club     | 0:3 (22:25, 18:25, 22:25)              | Vero Volley Monza                      | 1750       | Raport     |
| 14.11.2021 | 17:00      | Savino Del Bene Scandicci           | 3:1 (26:24, 25:20, 18:25, 25:16)       | Reale Mutua Fenera Chieri              | 540        | Raport     |
| 14.11.2021 | 17:00      | Bosca San Bernardo Cuneo            | 2:3 (25:22, 15:25, 25:20, 18:25, 8:15) | Imoco Volley Conegliano                | 2800       | Raport     |
| 14.11.2021 | 19:30      | Volley Bergamo 1991                 | 0:3 (15:25, 18:25, 20:25)              | Igor Gorgonzola Novara                 | 1095       | Raport     |

| 8. kolejka | 8. kolejka | 8. kolejka                     | 8. kolejka                              | 8. kolejka                             | 8. kolejka | 8. kolejka |
| Data       | Godzina    | Gospodarz                      | Rezultat                                | Gość                                   | Widzów     | Raport     |
| ---------- | ---------- | ------------------------------ | --------------------------------------- | -------------------------------------- | ---------- | ---------- |
| 20.11.2021 | 20:30      | Vero Volley Monza              | 3:0 (25:20, 25:17, 25:18)               | Vbc Trasporti Pesanti Casalmaggiore    | 812        | Raport     |
| 21.11.2021 | 17:00      | Imoco Volley Conegliano        | 3:0 (25:13, 25:11, 25:20)               | Delta Despar Trentino                  | 3200       | Raport     |
| 21.11.2021 | 17:00      | Igor Gorgonzola Novara         | 3:0 (25:23, 25:22, 25:18)               | Acqua & Sapone Roma Volley Club        | 1680       | Raport     |
| 21.11.2021 | 17:00      | Bartoccini Fortinfissi Perugia | 0:3 (21:25, 22:25, 22:25)               | Savino Del Bene Scandicci              | 590        | Raport     |
| 21.11.2021 | 17:00      | Volley Bergamo 1991            | 1:3 (25:22, 20:25, 23:25, 15:25)        | Unet E-Work Busto Arsizio              | 907        | Raport     |
| 21.11.2021 | 17:00      | Il Bisonte Firenze             | 3:2 (15:25, 21:25, 25:13, 26:24, 15:11) | Megabox Ondulati Del Savio Vallefoglia | 248        | Raport     |
| 21.11.2021 | 19:30      | Reale Mutua Fenera Chieri      | 3:2 (25:18, 14:25, 25:22, 23:25, 15:11) | Bosca San Bernardo Cuneo               | 819        | Raport     |

| 9. kolejka | 9. kolejka | 9. kolejka                             | 9. kolejka                              | 9. kolejka                          | 9. kolejka | 9. kolejka |
| Data       | Godzina    | Gospodarz                              | Rezultat                                | Gość                                | Widzów     | Raport     |
| ---------- | ---------- | -------------------------------------- | --------------------------------------- | ----------------------------------- | ---------- | ---------- |
| 27.11.2021 | 20:30      | Acqua & Sapone Roma Volley Club        | 3:2 (20:25, 25:14, 14:25, 25:14, 15:13) | Volley Bergamo 1991                 | 850        | Raport     |
| 28.11.2021 | 17:00      | Delta Despar Trentino                  | 0:3 (20:25, 16:25, 21:25)               | Vbc Trasporti Pesanti Casalmaggiore | 238        | Raport     |
| 28.11.2021 | 17:00      | Reale Mutua Fenera Chieri              | 3:2 (25:19, 25:21, 19:25, 23:25, 15:8)  | Il Bisonte Firenze                  | 638        | Raport     |
| 28.11.2021 | 17:00      | Megabox Ondulati Del Savio Vallefoglia | 3:1 (22:25, 25:22, 25:22, 25:21)        | Bartoccini Fortinfissi Perugia      | 362        | Raport     |
| 28.11.2021 | 17:00      | Unet E-Work Busto Arsizio              | 2:3 (19:25, 25:21, 25:11, 23:25, 13:15) | Igor Gorgonzola Novara              | 2312       | Raport     |
| 28.11.2021 | 17:00      | Bosca San Bernardo Cuneo               | 2:3 (25:23, 19:25, 11:25, 25:22, 12:15) | Vero Volley Monza                   | 1451       | Raport     |
| 28.11.2021 | 19:30      | Savino Del Bene Scandicci              | 1:3 (25:23, 24:26, 19:25, 21:25)        | Imoco Volley Conegliano             | 730        | Raport     |

| 10. kolejka | 10. kolejka | 10. kolejka                         | 10. kolejka                             | 10. kolejka                            | 10. kolejka | 10. kolejka |
| Data        | Godzina     | Gospodarz                           | Rezultat                                | Gość                                   | Widzów      | Raport      |
| ----------- | ----------- | ----------------------------------- | --------------------------------------- | -------------------------------------- | ----------- | ----------- |
| 04.12.2021  | 18:00       | Imoco Volley Conegliano             | 3:0 (25:13, 25:23, 25:13)               | Bartoccini Fortinfissi Perugia         | 1983        | Raport      |
| 04.12.2021  | 19:00       | Igor Gorgonzola Novara              | 3:0 (27:25, 25:16, 25:17)               | Megabox Ondulati Del Savio Vallefoglia | 1100        | Raport      |
| 04.12.2021  | 20:30       | Volley Bergamo 1991                 | 1:3 (25:23, 20:25, 29:31, 19:25)        | Reale Mutua Fenera Chieri              | 642         | Raport      |
| 05.12.2021  | 17:00       | Vero Volley Monza                   | 3:0 (25:18, 25:22, 25:17)               | Il Bisonte Firenze                     | 725         | Raport      |
| 05.12.2021  | 17:00       | Acqua & Sapone Roma Volley Club     | 1:3 (21:25, 23:25, 25:18, 27:29)        | Savino Del Bene Scandicci              | 1300        | Raport      |
| 05.12.2021  | 17:00       | Vbc Trasporti Pesanti Casalmaggiore | 1:3 (24:26, 26:24, 17:25, 23:25)        | Bosca San Bernardo Cuneo               | 1357        | Raport      |
| 05.12.2021  | 19:30       | Delta Despar Trentino               | 2:3 (25:18, 25:16, 16:25, 16:25, 11:15) | Unet E-Work Busto Arsizio              | 156         | Raport      |

| 11. kolejka | 11. kolejka | 11. kolejka                            | 11. kolejka                      | 11. kolejka                         | 11. kolejka | 11. kolejka |
| Data        | Godzina     | Gospodarz                              | Rezultat                         | Gość                                | Widzów      | Raport      |
| ----------- | ----------- | -------------------------------------- | -------------------------------- | ----------------------------------- | ----------- | ----------- |
| 11.12.2021  | 20:30       | Megabox Ondulati Del Savio Vallefoglia | 0:3 (21:25, 16:25, 14:25)        | Savino Del Bene Scandicci           | 271         | Raport      |
| 12.12.2021  | 17:00       | Igor Gorgonzola Novara                 | 3:0 (25:16, 25:19, 25:13)        | Delta Despar Trentino               | 1300        | Raport      |
| 12.12.2021  | 17:00       | Reale Mutua Fenera Chieri              | 3:0 (25:21, 25:16, 25:22)        | Vbc Trasporti Pesanti Casalmaggiore | 627         | Raport      |
| 12.12.2021  | 17:00       | Unet E-Work Busto Arsizio              | 3:0 (25:22, 25:17, 25:23)        | Acqua & Sapone Roma Volley Club     | 1286        | Raport      |
| 12.12.2021  | 19:30       | Bosca San Bernardo Cuneo               | 3:0 (25:19, 25:21, 25:19)        | Volley Bergamo 1991                 | 1118        | Raport      |
| 13.12.2021  | 20:30       | Bartoccini Fortinfissi Perugia         | 1:3 (30:28, 17:25, 26:28, 14:25) | Vero Volley Monza                   | 450         | Raport      |
| 20.03.2022  | 20:00       | Il Bisonte Firenze                     | 1:3 (25:19, 19:25, 21:25, 16:25) | Imoco Volley Conegliano             | 1648        | Raport      |

| 12. kolejka | 12. kolejka | 12. kolejka                            | 12. kolejka                             | 12. kolejka                     | 12. kolejka | 12. kolejka |
| Data        | Godzina     | Gospodarz                              | Rezultat                                | Gość                            | Widzów      | Raport      |
| ----------- | ----------- | -------------------------------------- | --------------------------------------- | ------------------------------- | ----------- | ----------- |
| 10.11.2021  | 20:30       | Reale Mutua Fenera Chieri              | 0:3 (22:25, 22:25, 22:25)               | Imoco Volley Conegliano         | 904         | Raport      |
| 18.12.2021  | 17:00       | Megabox Ondulati Del Savio Vallefoglia | 0:3 (23:25, 21:25, 22:25)               | Vero Volley Monza               | 194         | Raport      |
| 18.12.2021  | 19:30       | Delta Despar Trentino                  | 3:0 (25:23, 25:15, 25:22)               | Acqua & Sapone Roma Volley Club | 113         | Raport      |
| 18.12.2021  | 20:30       | Bosca San Bernardo Cuneo               | 3:2 (22:25, 25:22, 20:25, 25:20, 15:11) | Bartoccini Fortinfissi Perugia  | 1011        | Raport      |
| 19.12.2021  | 17:00       | Savino Del Bene Scandicci              | 3:0 (25:17, 25:21, 25:22)               | Igor Gorgonzola Novara          | 700         | Raport      |
| 19.12.2021  | 19:30       | Vbc Trasporti Pesanti Casalmaggiore    | 1:3 (14:25, 25:22, 16:25, 19:25)        | Unet E-Work Busto Arsizio       | 1283        | Raport      |
| 09.03.2022  | 20:30       | Volley Bergamo 1991                    | 3:2 (26:24, 25:20, 27:29, 19:25, 16:14) | Il Bisonte Firenze              | 358         | Raport      |

| 13. kolejka | 13. kolejka | 13. kolejka                     | 13. kolejka                             | 13. kolejka                            | 13. kolejka | 13. kolejka |
| Data        | Godzina     | Gospodarz                       | Rezultat                                | Gość                                   | Widzów      | Raport      |
| ----------- | ----------- | ------------------------------- | --------------------------------------- | -------------------------------------- | ----------- | ----------- |
| 25.01.2022  | 18:00       | Vero Volley Monza               | 3:0 (25:20, 25:18, 25:19)               | Delta Despar Trentino                  | 493         | Raport      |
| 16.02.2022  | 19:30       | Il Bisonte Firenze              | 1:3 (17:25, 25:20, 17:25, 27:29)        | Savino Del Bene Scandicci              | 1200        | Raport      |
| 16.02.2022  | 20:30       | Unet E-Work Busto Arsizio       | 3:0 (25:23, 25:16, 25:12)               | Bosca San Bernardo Cuneo               | 1026        | Raport      |
| 17.03.2022  | 20:30       | Bartoccini Fortinfissi Perugia  | 3:0 (25:22, 25:19, 25:16)               | Vbc Trasporti Pesanti Casalmaggiore    | 420         | Raport      |
| 23.03.2022  | 20:00       | Igor Gorgonzola Novara          | 3:2 (20:25, 30:28, 25:21, 22:25, 15:12) | Reale Mutua Fenera Chieri              | 1020        | Raport      |
| 23.03.2022  | 20:30       | Imoco Volley Conegliano         | 3:1 (20:25, 25:20, 25:17, 25:22)        | Volley Bergamo 1991                    | 2100        | Raport      |
| 30.03.2022  | 19:30       | Acqua & Sapone Roma Volley Club | 1:3 (25:21, 19:25, 22:25, 23:25)        | Megabox Ondulati Del Savio Vallefoglia | 1000        | Raport      |

| Runda rewanżowa | Runda rewanżowa | Runda rewanżowa | Runda rewanżowa | Runda rewanżowa | Runda rewanżowa | Runda rewanżowa |
| --------------- | --------------- | --------------- | --------------- | --------------- | --------------- | --------------- |

| 14. kolejka | 14. kolejka | 14. kolejka                            | 14. kolejka                             | 14. kolejka                         | 14. kolejka | 14. kolejka |
| Data        | Godzina     | Gospodarz                              | Rezultat                                | Gość                                | Widzów      | Raport      |
| ----------- | ----------- | -------------------------------------- | --------------------------------------- | ----------------------------------- | ----------- | ----------- |
| 09.01.2022  | 17:00       | Vero Volley Monza                      | 3:0 (25:21, 25:19, 25:16)               | Unet E-Work Busto Arsizio           | 1021        | Raport      |
| 19.01.2022  | 18:00       | Savino Del Bene Scandicci              | 3:0 (25:20, 25:19, 25:15)               | Vbc Trasporti Pesanti Casalmaggiore | 350         | Raport      |
| 23.02.2022  | 19:30       | Megabox Ondulati Del Savio Vallefoglia | 2:3 (25:23, 13:25, 19:25, 25:21, 11:15) | Imoco Volley Conegliano             | 868         | Raport      |
| 23.02.2022  | 20:30       | Delta Despar Trentino                  | 3:0 (25:17, 25:20, 25:16)               | Volley Bergamo 1991                 | 128         | Raport      |
| 24.02.2022  | 20:30       | Il Bisonte Firenze                     | 1:3 (19:25, 25:27, 31:29, 22:25)        | Igor Gorgonzola Novara              | 252         | Raport      |
| 02.03.2022  | 19:30       | Acqua & Sapone Roma Volley Club        | 2:3 (21:25, 26:24, 25:22, 17:25, 14:16) | Bosca San Bernardo Cuneo            | 750         | Raport      |
| 09.03.2022  | 20:30       | Bartoccini Fortinfissi Perugia         | 1:3 (20:25, 25:22, 6:25, 17:25)         | Reale Mutua Fenera Chieri           | 350         | Raport      |

| 15. kolejka | 15. kolejka | 15. kolejka                         | 15. kolejka                            | 15. kolejka                            | 15. kolejka | 15. kolejka |
| Data        | Godzina     | Gospodarz                           | Rezultat                               | Gość                                   | Widzów      | Raport      |
| ----------- | ----------- | ----------------------------------- | -------------------------------------- | -------------------------------------- | ----------- | ----------- |
| 15.01.2022  | 20:45       | Vbc Trasporti Pesanti Casalmaggiore | 0:3 (18:25, 20:25, 12:25)              | Igor Gorgonzola Novara                 | 971         | Raport      |
| 16.01.2022  | 17:00       | Unet E-Work Busto Arsizio           | 3:0 (25:16, 25:23, 25:19)              | Megabox Ondulati Del Savio Vallefoglia | 966         | Raport      |
| 16.01.2022  | 17:00       | Volley Bergamo 1991                 | 1:3 (25:23, 23:25, 19:25, 14:25)       | Savino Del Bene Scandicci              | 463         | Raport      |
| 16.01.2022  | 17:00       | Bosca San Bernardo Cuneo            | 3:2 (18:25, 25:19, 17:25, 25:19, 15:8) | Delta Despar Trentino                  | 965         | Raport      |
| 16.01.2022  | 19:30       | Imoco Volley Conegliano             | 3:0 (25:16, 25:21, 25:17)              | Acqua & Sapone Roma Volley Club        | 1565        | Raport      |
| 23.02.2022  | 19:00       | Reale Mutua Fenera Chieri           | 0:3 (23:25, 20:25, 22:25)              | Vero Volley Monza                      | 594         | Raport      |
| 23.03.2022  | 20:30       | Il Bisonte Firenze                  | 3:0 (26:24, 25:23, 25:18)              | Bartoccini Fortinfissi Perugia         | 160         | Raport      |

| 16. kolejka | 16. kolejka | 16. kolejka                         | 16. kolejka                            | 16. kolejka                            | 16. kolejka | 16. kolejka |
| Data        | Godzina     | Gospodarz                           | Rezultat                               | Gość                                   | Widzów      | Raport      |
| ----------- | ----------- | ----------------------------------- | -------------------------------------- | -------------------------------------- | ----------- | ----------- |
| 22.01.2022  | 19:00       | Vbc Trasporti Pesanti Casalmaggiore | 2:3 (25:22, 29:31, 25:18, 19:25, 9:15) | Acqua & Sapone Roma Volley Club        | 928         | Raport      |
| 22.01.2022  | 19:30       | Delta Despar Trentino               | 1:3 (16:25, 27:29, 25:11, 22:25)       | Il Bisonte Firenze                     | 250         | Raport      |
| 22.01.2022  | 20:30       | Bartoccini Fortinfissi Perugia      | 1:3 (25:19, 21:25, 18:25, 23:25)       | Unet E-Work Busto Arsizio              | 300         | Raport      |
| 23.01.2022  | 17:00       | Reale Mutua Fenera Chieri           | 3:0 (25:19, 25:18, 25:22)              | Megabox Ondulati Del Savio Vallefoglia | 492         | Raport      |
| 23.01.2022  | 17:00       | Vero Volley Monza                   | 3:1 (21:25, 25:18, 25:20, 25:19)       | Volley Bergamo 1991                    | 1051        | Raport      |
| 23.01.2022  | 18:15       | Savino Del Bene Scandicci           | 3:2 (16:25, 22:25, 25:21, 25:19, 15:9) | Bosca San Bernardo Cuneo               | 400         | Raport      |
| 03.03.2022  | 20:00       | Igor Gorgonzola Novara              | 3:1 (25:19, 25:21, 23:25, 25:19)       | Imoco Volley Conegliano                | 1950        | Raport      |

| 17. kolejka | 17. kolejka | 17. kolejka                            | 17. kolejka                      | 17. kolejka                         | 17. kolejka | 17. kolejka |
| Data        | Godzina     | Gospodarz                              | Rezultat                         | Gość                                | Widzów      | Raport      |
| ----------- | ----------- | -------------------------------------- | -------------------------------- | ----------------------------------- | ----------- | ----------- |
| 29.01.2022  | 19:30       | Delta Despar Trentino                  | 0:3 (20:25, 15:25, 18:25)        | Savino Del Bene Scandicci           | 228         | Raport      |
| 29.01.2022  | 20:30       | Bosca San Bernardo Cuneo               | 3:0 (31:29, 25:13, 26:24)        | Il Bisonte Firenze                  | 976         | Raport      |
| 30.01.2022  | 17:00       | Imoco Volley Conegliano                | 3:0 (25:16, 25:23, 25:18)        | Vbc Trasporti Pesanti Casalmaggiore | 1870        | Raport      |
| 30.01.2022  | 17:00       | Unet E-Work Busto Arsizio              | 3:1 (30:28, 25:23, 25:14, 25:16) | Reale Mutua Fenera Chieri           | 1150        | Raport      |
| 30.01.2022  | 17:00       | Acqua & Sapone Roma Volley Club        | 1:3 (25:17, 29:31, 19:25, 22:25) | Bartoccini Fortinfissi Perugia      | 1100        | Raport      |
| 30.01.2022  | 19:30       | Megabox Ondulati Del Savio Vallefoglia | 3:0 (25:23, 29:27, 25:21)        | Volley Bergamo 1991                 | 269         | Raport      |
| 09.02.2022  | 20:45       | Igor Gorgonzola Novara                 | 3:1 (20:25, 25:17, 25:14, 25:21) | Vero Volley Monza                   | 1100        | Raport      |

| 18. kolejka | 18. kolejka | 18. kolejka                            | 18. kolejka                             | 18. kolejka                         | 18. kolejka | 18. kolejka |
| Data        | Godzina     | Gospodarz                              | Rezultat                                | Gość                                | Widzów      | Raport      |
| ----------- | ----------- | -------------------------------------- | --------------------------------------- | ----------------------------------- | ----------- | ----------- |
| 05.02.2022  | 20:30       | Il Bisonte Firenze                     | 2:3 (25:20, 22:25, 25:21, 21:25, 12:15) | Acqua & Sapone Roma Volley Club     | 550         | Raport      |
| 06.02.2022  | 17:00       | Savino Del Bene Scandicci              | 3:0 (29:27, 25:20, 25:15)               | Unet E-Work Busto Arsizio           | 430         | Raport      |
| 06.02.2022  | 17:00       | Megabox Ondulati Del Savio Vallefoglia | 0:3 (20:25, 23:25, 21:25)               | Bosca San Bernardo Cuneo            | 273         | Raport      |
| 06.02.2022  | 17:00       | Reale Mutua Fenera Chieri              | 3:1 (22:25, 25:22, 25:18, 25:23)        | Delta Despar Trentino               | 483         | Raport      |
| 06.02.2022  | 17:00       | Volley Bergamo 1991                    | 2:3 (25:23, 25:22, 24:26, 22:25, 12:15) | Vbc Trasporti Pesanti Casalmaggiore | 470         | Raport      |
| 06.02.2022  | 18:15       | Imoco Volley Conegliano                | 1:3 (25:23, 20:25, 25:27, 13:25)        | Vero Volley Monza                   | 1800        | Raport      |
| 31.03.2022  | 18:00       | Bartoccini Fortinfissi Perugia         | 0:3 (14:25, 17:25, 17:25)               | Igor Gorgonzola Novara              | 440         | Raport      |

| 19. kolejka | 19. kolejka | 19. kolejka                         | 19. kolejka                             | 19. kolejka                            | 19. kolejka | 19. kolejka |
| Data        | Godzina     | Gospodarz                           | Rezultat                                | Gość                                   | Widzów      | Raport      |
| ----------- | ----------- | ----------------------------------- | --------------------------------------- | -------------------------------------- | ----------- | ----------- |
| 12.02.2022  | 18:00       | Vero Volley Monza                   | 3:0 (25:20, 25:21, 31:29)               | Savino Del Bene Scandicci              | 1223        | Raport      |
| 12.02.2022  | 20:30       | Bosca San Bernardo Cuneo            | 0:3 (16:25, 23:25, 19:25)               | Igor Gorgonzola Novara                 | 1632        | Raport      |
| 12.02.2022  | 20:30       | Vbc Trasporti Pesanti Casalmaggiore | 2:3 (26:24, 25:22, 20:25, 17:25, 10:15) | Il Bisonte Firenze                     | 1122        | Raport      |
| 12.02.2022  | 21:00       | Unet E-Work Busto Arsizio           | 0:3 (21:25, 21:25, 23:25)               | Imoco Volley Conegliano                | 1570        | Raport      |
| 13.02.2022  | 17:00       | Volley Bergamo 1991                 | 3:1 (25:23, 25:18, 14:25, 25:18)        | Bartoccini Fortinfissi Perugia         | 544         | Raport      |
| 13.02.2022  | 17:00       | Acqua & Sapone Roma Volley Club     | 3:1 (26:24, 26:24, 21:25, 25:15)        | Reale Mutua Fenera Chieri              | 650         | Raport      |
| 13.02.2022  | 19:30       | Delta Despar Trentino               | 0:3 (19:25, 14:25, 19:25)               | Megabox Ondulati Del Savio Vallefoglia | 258         | Raport      |

| 20. kolejka | 20. kolejka | 20. kolejka                            | 20. kolejka                             | 20. kolejka                         | 20. kolejka | 20. kolejka |
| Data        | Godzina     | Gospodarz                              | Rezultat                                | Gość                                | Widzów      | Raport      |
| ----------- | ----------- | -------------------------------------- | --------------------------------------- | ----------------------------------- | ----------- | ----------- |
| 19.02.2022  | 18:30       | Reale Mutua Fenera Chieri              | 2:3 (25:19, 32:34, 20:25, 25:19, 11:15) | Savino Del Bene Scandicci           | 743         | Raport      |
| 19.02.2022  | 20:45       | Bartoccini Fortinfissi Perugia         | 3:2 (22:25, 24:26, 25:20, 25:21, 15:13) | Delta Despar Trentino               | 400         | Raport      |
| 20.02.2022  | 17:00       | Vero Volley Monza                      | 3:0 (25:19, 25:21, 25:18)               | Acqua & Sapone Roma Volley Club     | 772         | Raport      |
| 20.02.2022  | 17:00       | Imoco Volley Conegliano                | 3:1 (25:23, 25:16, 23:25, 25:23)        | Bosca San Bernardo Cuneo            | 1930        | Raport      |
| 20.02.2022  | 17:00       | Il Bisonte Firenze                     | 1:3 (21:25, 25:19, 18:25, 24:26)        | Unet E-Work Busto Arsizio           | 575         | Raport      |
| 20.02.2022  | 17:00       | Igor Gorgonzola Novara                 | 3:1 (25:20, 21:25, 27:25, 25:19)        | Volley Bergamo 1991                 | 1030        | Raport      |
| 20.02.2022  | 19:30       | Megabox Ondulati Del Savio Vallefoglia | 3:0 (25:15, 25:20, 25:15)               | Vbc Trasporti Pesanti Casalmaggiore | 177         | Raport      |

| 21. kolejka | 21. kolejka | 21. kolejka                            | 21. kolejka                             | 21. kolejka                    | 21. kolejka | 21. kolejka |
| Data        | Godzina     | Gospodarz                              | Rezultat                                | Gość                           | Widzów      | Raport      |
| ----------- | ----------- | -------------------------------------- | --------------------------------------- | ------------------------------ | ----------- | ----------- |
| 26.02.2022  | 20:30       | Vbc Trasporti Pesanti Casalmaggiore    | 3:2 (27:25, 26:24, 18:25, 22:25, 15:12) | Vero Volley Monza              | 1194        | Raport      |
| 27.02.2022  | 17:00       | Delta Despar Trentino                  | 0:3 (19:25, 18:25, 16:25)               | Imoco Volley Conegliano        | 782         | Raport      |
| 27.02.2022  | 17:00       | Unet E-Work Busto Arsizio              | 3:1 (23:25, 25:23, 25:21, 25:17)        | Volley Bergamo 1991            | 1210        | Raport      |
| 27.02.2022  | 17:00       | Acqua & Sapone Roma Volley Club        | 1:3 (25:22, 18:25, 21:25, 19:25)        | Igor Gorgonzola Novara         | 1200        | Raport      |
| 27.02.2022  | 17:00       | Megabox Ondulati Del Savio Vallefoglia | 1:3 (25:23, 26:28, 22:25, 13:25)        | Il Bisonte Firenze             | 306         | Raport      |
| 27.02.2022  | 17:00       | Savino Del Bene Scandicci              | 3:2 (25:22, 25:23, 23:25, 20:25, 15:9)  | Bartoccini Fortinfissi Perugia | 495         | Raport      |
| 27.02.2022  | 19:30       | Bosca San Bernardo Cuneo               | 3:2 (25:18, 22:25, 25:20, 21:25, 16:14) | Reale Mutua Fenera Chieri      | 1209        | Raport      |

| 22. kolejka | 22. kolejka | 22. kolejka                         | 22. kolejka                             | 22. kolejka                            | 22. kolejka | 22. kolejka |
| Data        | Godzina     | Gospodarz                           | Rezultat                                | Gość                                   | Widzów      | Raport      |
| ----------- | ----------- | ----------------------------------- | --------------------------------------- | -------------------------------------- | ----------- | ----------- |
| 05.03.2022  | 20:45       | Vero Volley Monza                   | 3:0 (25:23, 25:21, 25:20)               | Bosca San Bernardo Cuneo               | 760         | Raport      |
| 06.03.2022  | 17:00       | Volley Bergamo 1991                 | 3:0 (25:23, 31:29, 25:19)               | Acqua & Sapone Roma Volley Club        | 865         | Raport      |
| 06.03.2022  | 17:00       | Igor Gorgonzola Novara              | 3:1 (25:18, 20:25, 25:18, 25:12)        | Unet E-Work Busto Arsizio              | 1400        | Raport      |
| 06.03.2022  | 17:00       | Il Bisonte Firenze                  | 3:1 (25:23, 25:18, 19:25, 25:22)        | Reale Mutua Fenera Chieri              | 446         | Raport      |
| 06.03.2022  | 17:00       | Bartoccini Fortinfissi Perugia      | 3:1 (25:14, 22:25, 25:18, 25:23)        | Megabox Ondulati Del Savio Vallefoglia | 450         | Raport      |
| 06.03.2022  | 17:00       | Vbc Trasporti Pesanti Casalmaggiore | 2:3 (25:18, 25:21, 22:25, 18:25, 10:15) | Delta Despar Trentino                  | 1335        | Raport      |
| 06.03.2022  | 19:30       | Imoco Volley Conegliano             | 3:1 (20:25, 25:22, 25:21, 25:22)        | Savino Del Bene Scandicci              | 3031        | Raport      |

| 23. kolejka | 23. kolejka | 23. kolejka                            | 23. kolejka                             | 23. kolejka                         | 23. kolejka | 23. kolejka |
| Data        | Godzina     | Gospodarz                              | Rezultat                                | Gość                                | Widzów      | Raport      |
| ----------- | ----------- | -------------------------------------- | --------------------------------------- | ----------------------------------- | ----------- | ----------- |
| 12.03.2022  | 20:30       | Savino Del Bene Scandicci              | 3:1 (25:19, 23:25, 25:22, 25:18)        | Acqua & Sapone Roma Volley Club     | 450         | Raport      |
| 13.03.2022  | 17:00       | Bartoccini Fortinfissi Perugia         | 0:3 (14:25, 18:25, 18:25)               | Imoco Volley Conegliano             | 965         | Raport      |
| 13.03.2022  | 17:00       | Bosca San Bernardo Cuneo               | 3:0 (25:15, 25:12, 25:22)               | Vbc Trasporti Pesanti Casalmaggiore | 1322        | Raport      |
| 13.03.2022  | 17:00       | Unet E-Work Busto Arsizio              | 3:0 (25:17, 25:22, 25:21)               | Delta Despar Trentino               | 1023        | Raport      |
| 13.03.2022  | 17:00       | Megabox Ondulati Del Savio Vallefoglia | 1:3 (26:28, 25:21, 19:25, 23:25)        | Igor Gorgonzola Novara              | 431         | Raport      |
| 13.03.2022  | 17:00       | Il Bisonte Firenze                     | 3:2 (26:24, 15:25, 25:22, 23:25, 16:14) | Vero Volley Monza                   | 502         | Raport      |
| 13.03.2022  | 19:30       | Reale Mutua Fenera Chieri              | 3:1 (26:24, 25:20, 23:25, 25:18)        | Volley Bergamo 1991                 | 762         | Raport      |

| 24. kolejka | 24. kolejka | 24. kolejka                         | 24. kolejka                             | 24. kolejka                            | 24. kolejka | 24. kolejka |
| Data        | Godzina     | Gospodarz                           | Rezultat                                | Gość                                   | Widzów      | Raport      |
| ----------- | ----------- | ----------------------------------- | --------------------------------------- | -------------------------------------- | ----------- | ----------- |
| 01.12.2021  | 20:30       | Imoco Volley Conegliano             | 2:3 (22:25, 30:28, 25:16, 25:27, 12:15) | Il Bisonte Firenze                     | 1731        | Raport      |
| 19.03.2022  | 17:00       | Acqua & Sapone Roma Volley Club     | 2:3 (19:25, 16:25, 25:22, 26:24, 12:15) | Unet E-Work Busto Arsizio              | 950         | Raport      |
| 19.03.2022  | 20:30       | Delta Despar Trentino               | 1:3 (25:23, 13:25, 22:25, 21:25)        | Igor Gorgonzola Novara                 | 213         | Raport      |
| 20.03.2022  | 17:00       | Vero Volley Monza                   | 3:0 (25:18, 25:17, 25:18)               | Bartoccini Fortinfissi Perugia         | 750         | Raport      |
| 20.03.2022  | 17:00       | Vbc Trasporti Pesanti Casalmaggiore | 1:3 (16:25, 26:28, 25:21, 23:25)        | Reale Mutua Fenera Chieri              | 949         | Raport      |
| 20.03.2022  | 17:00       | Savino Del Bene Scandicci           | 2:3 (25:22, 20:25, 25:18, 18:25, 15:17) | Megabox Ondulati Del Savio Vallefoglia | 415         | Raport      |
| 20.03.2022  | 17:00       | Volley Bergamo 1991                 | 3:2 (21:25, 18:25, 27:25, 25:15, 15:12) | Bosca San Bernardo Cuneo               | 745         | Raport      |

| 25. kolejka | 25. kolejka | 25. kolejka                     | 25. kolejka                             | 25. kolejka                            | 25. kolejka | 25. kolejka |
| Data        | Godzina     | Gospodarz                       | Rezultat                                | Gość                                   | Widzów      | Raport      |
| ----------- | ----------- | ------------------------------- | --------------------------------------- | -------------------------------------- | ----------- | ----------- |
| 26.03.2022  | 20:30       | Bartoccini Fortinfissi Perugia  | 1:3 (25:21, 23:25, 22:25, 24:26)        | Bosca San Bernardo Cuneo               | 530         | Raport      |
| 27.03.2022  | 17:00       | Acqua & Sapone Roma Volley Club | 0:3 (15:25, 21:25, 16:25)               | Delta Despar Trentino                  | 1600        | Raport      |
| 27.03.2022  | 17:00       | Vero Volley Monza               | 3:0 (25:14, 25:21, 25:21)               | Megabox Ondulati Del Savio Vallefoglia | 1031        | Raport      |
| 27.03.2022  | 17:00       | Imoco Volley Conegliano         | 3:1 (25:21, 25:17, 15:25, 25:21)        | Reale Mutua Fenera Chieri              | 3200        | Raport      |
| 27.03.2022  | 17:00       | Il Bisonte Firenze              | 3:1 (23:25, 31:29, 25:20, 25:23)        | Volley Bergamo 1991                    | 448         | Raport      |
| 27.03.2022  | 17:00       | Unet E-Work Busto Arsizio       | 2:3 (24:26, 26:24, 25:18, 15:25, 15:17) | Vbc Trasporti Pesanti Casalmaggiore    | 1579        | Raport      |
| 27.03.2022  | 19:30       | Igor Gorgonzola Novara          | 0:3 (17:25, 23:25, 22:25)               | Savino Del Bene Scandicci              | 1980        | Raport      |

| 26. kolejka | 26. kolejka | 26. kolejka                            | 26. kolejka                             | 26. kolejka                     | 26. kolejka | 26. kolejka |
| Data        | Godzina     | Gospodarz                              | Rezultat                                | Gość                            | Widzów      | Raport      |
| ----------- | ----------- | -------------------------------------- | --------------------------------------- | ------------------------------- | ----------- | ----------- |
| 02.04.2022  | 20:30       | Reale Mutua Fenera Chieri              | 0:3 (12:25, 19:25, 21:25)               | Igor Gorgonzola Novara          | 1508        | Raport      |
| 02.04.2022  | 20:30       | Delta Despar Trentino                  | 0:3 (22:25, 22:25, 27:29)               | Vero Volley Monza               | 324         | Raport      |
| 02.04.2022  | 20:30       | Volley Bergamo 1991                    | 0:3 (13:25, 26:28, 16:25)               | Imoco Volley Conegliano         | 1733        | Raport      |
| 02.04.2022  | 20:30       | Savino Del Bene Scandicci              | 3:1 (25:20, 23:25, 25:19, 25:20)        | Il Bisonte Firenze              | 880         | Raport      |
| 02.04.2022  | 20:30       | Megabox Ondulati Del Savio Vallefoglia | 2:3 (23:25, 25:19, 25:18, 19:25, 12:15) | Acqua & Sapone Roma Volley Club | 317         | Raport      |
| 02.04.2022  | 20:30       | Vbc Trasporti Pesanti Casalmaggiore    | 2:3 (25:21, 15:25, 25:21, 22:25, 16:18) | Bartoccini Fortinfissi Perugia  | 1892        | Raport      |
| 02.04.2022  | 20:30       | Bosca San Bernardo Cuneo               | 3:2 (30:28, 24:26, 19:25, 25:22, 15:13) | Unet E-Work Busto Arsizio       | 1532        | Raport      |

#### Tabela
| Lp. | Drużyna                                | Pkt | Mecze | Mecze | Mecze | Rodzaj wyniku | Rodzaj wyniku | Rodzaj wyniku | Rodzaj wyniku | Rodzaj wyniku | Rodzaj wyniku | Sety | Sety | Sety  | Małe punkty | Małe punkty | Małe punkty |
| Lp. | Drużyna                                | Pkt | M     | W     | P     | 3:0           | 3:1           | 3:2           | 2:3           | 1:3           | 0:3           | wyg. | prz. | stos. | zdob.       | str.        | stos.       |
| --- | -------------------------------------- | --- | ----- | ----- | ----- | ------------- | ------------- | ------------- | ------------- | ------------- | ------------- | ---- | ---- | ----- | ----------- | ----------- | ----------- |
| 1   | Imoco Volley Conegliano                | 66  | 26    | 23    | 3     | 13            | 6             | 4             | 1             | 2             | 0             | 73   | 23   | 3.17  | 2264        | 1970        | 1.15        |
| 2   | Igor Gorgonzola Novara                 | 66  | 26    | 23    | 3     | 11            | 9             | 3             | 0             | 0             | 3             | 69   | 24   | 2.88  | 2233        | 1914        | 1.17        |
| 3   | Vero Volley Monza                      | 63  | 26    | 20    | 6     | 14            | 5             | 1             | 4             | 2             | 0             | 70   | 25   | 2.8   | 2259        | 1969        | 1.15        |
| 4   | Savino Del Bene Scandicci              | 57  | 26    | 20    | 6     | 9             | 7             | 4             | 1             | 3             | 2             | 65   | 33   | 1.97  | 2290        | 2097        | 1.09        |
| 5   | Unet E-Work Busto Arsizio              | 51  | 26    | 16    | 10    | 6             | 8             | 2             | 5             | 1             | 4             | 59   | 42   | 1.4   | 2278        | 2139        | 1.06        |
| 6   | Reale Mutua Fenera Chieri              | 40  | 26    | 13    | 13    | 4             | 7             | 2             | 3             | 7             | 3             | 52   | 50   | 1.04  | 2308        | 2258        | 1.02        |
| 7   | Bosca San Bernardo Cuneo               | 38  | 26    | 13    | 13    | 5             | 2             | 6             | 5             | 3             | 5             | 52   | 53   | 0.98  | 2268        | 2287        | 0.99        |
| 8   | Il Bisonte Firenze                     | 38  | 26    | 13    | 13    | 2             | 7             | 4             | 3             | 6             | 4             | 51   | 54   | 0.94  | 2343        | 2371        | 0.99        |
| 9   | Megabox Ondulati Del Savio Vallefoglia | 25  | 26    | 8     | 18    | 3             | 3             | 2             | 3             | 5             | 10            | 35   | 61   | 0.57  | 2055        | 2213        | 0.93        |
| 10  | Bartoccini Fortinfissi Perugia         | 22  | 26    | 7     | 19    | 3             | 2             | 2             | 3             | 8             | 8             | 35   | 63   | 0.56  | 2076        | 2261        | 0.92        |
| 11  | Vbc Trasporti Pesanti Casalmaggiore    | 22  | 26    | 7     | 19    | 3             | 1             | 3             | 4             | 3             | 12            | 32   | 64   | 0.5   | 1976        | 2240        | 0.88        |
| 12  | Volley Bergamo 1991                    | 20  | 26    | 7     | 19    | 2             | 2             | 3             | 2             | 11            | 6             | 36   | 65   | 0.55  | 2163        | 2362        | 0.92        |
| 13  | Acqua & Sapone Roma Volley Club        | 19  | 26    | 7     | 19    | 1             | 2             | 4             | 2             | 6             | 11            | 31   | 67   | 0.46  | 2086        | 2286        | 0.91        |
| 14  | Delta Despar Trentino                  | 19  | 26    | 5     | 21    | 3             | 1             | 1             | 5             | 5             | 11            | 30   | 66   | 0.45  | 1951        | 2183        | 0.89        |

Źródło: legavolleyfemminile.it (wł.)
Punktacja: 3:0 i 3:1 – 3 pkt; 3:2 – 2 pkt; 2:3 – 1 pkt; 1:3 i 0:3 – 0 pkt
Zasady ustalania kolejności: 1. liczba punktów; 2. stosunek setów; 3. stosunek małych punktów; 4. bilans w bezpośrednich meczach
     awans do ćwierfinału
     spadek do Serie A2

## Faza play-off

### Drabinka
|  |              |                           |              |                           |              |              |              |                         |                        |           |           |           |           |           |           |           |  |  |        |        |        |        |        |        |        |
|  | Ćwierćfinały | Ćwierćfinały              | Ćwierćfinały | Ćwierćfinały              | Ćwierćfinały | Ćwierćfinały | Ćwierćfinały |                         |                        | Półfinały | Półfinały | Półfinały | Półfinały | Półfinały | Półfinały | Półfinały |  |  | Finały | Finały | Finały | Finały | Finały | Finały | Finały |
|  | Ćwierćfinały | Ćwierćfinały              | Ćwierćfinały | Ćwierćfinały              | Ćwierćfinały | Ćwierćfinały | Ćwierćfinały |                         |                        | Półfinały | Półfinały | Półfinały | Półfinały | Półfinały | Półfinały | Półfinały |  |  | Finały | Finały | Finały | Finały | Finały | Finały | Finały |
|  |              |                           |              |                           |              |              |              |                         |                        |           |           |           |           |           |           |           |  |  |        |        |        |        |        |        |        |
|  |              |                           |              |                           |              |              |              |                         |                        |           |           |           |           |           |           |           |  |  |        |        |        |        |        |        |        |
|  | 1            | Imoco Volley Conegliano   | 3            | 3                         |              |              |              |                         |                        |           |           |           |           |           |           |           |  |  |        |        |        |        |        |        |        |
|  | 1            | Imoco Volley Conegliano   | 3            | 3                         |              |              |              |                         |                        |           |           |           |           |           |           |           |  |  |        |        |        |        |        |        |        |
|  | 8            | Il Bisonte Firenze        | 1            | 0                         |              |              |              |                         |                        |           |           |           |           |           |           |           |  |  |        |        |        |        |        |        |        |
|  | 8            | Il Bisonte Firenze        | 1            | 0                         |              |              | 1            | Imoco Volley Conegliano | 3                      | 3         |           |           |           |           |           |           |  |  |        |        |        |        |        |        |        |
|  |              |                           |              |                           |              |              |              | Imoco Volley Conegliano | 3                      | 3         |           |           |           |           |           |           |  |  |        |        |        |        |        |        |        |
|  |              |                           | 4            | Savino Del Bene Scandicci | 0            | 1            |              |                         |                        |           |           |           |           |           |           |           |  |  |        |        |        |        |        |        |        |
|  | 4            | Savino Del Bene Scandicci | 4            | Savino Del Bene Scandicci | 0            | 1            | 3            | 3                       |                        |           |           |           |           |           |           |           |  |  |        |        |        |        |        |        |        |
|  | 4            | Savino Del Bene Scandicci |              |                           |              |              |              |                         |                        |           |           |           |           |           |           |           |  |  |        |        |        |        |        |        |        |
|  | 5            | Unet E-Work Busto Arsizio | 0            | 0                         |              |              |              |                         |                        |           |           |           |           |           |           |           |  |  |        |        |        |        |        |        |        |
|  | 5            | Unet E-Work Busto Arsizio | 0            | 0                         |              |              | 1            | Imoco Volley Conegliano | 2                      | 3         | 3         | 3         |           |           |           |           |  |  |        |        |        |        |        |        |        |
|  |              |                           |              |                           |              |              |              |                         |                        |           |           |           |           |           |           |           |  |  |        |        |        |        |        |        |        |
|  |              |                           | 3            | Vero Volley Monza         | 3            | 2            | 0            | 2                       |                        |           |           |           |           |           |           |           |  |  |        |        |        |        |        |        |        |
|  | 2            | Igor Gorgonzola Novara    | 3            | Vero Volley Monza         | 3            | 2            | 0            | 2                       | 3                      | 1         | 3         |           |           |           |           |           |  |  |        |        |        |        |        |        |        |
|  | 2            | Igor Gorgonzola Novara    |              |                           |              |              |              |                         |                        |           |           |           |           |           |           |           |  |  |        |        |        |        |        |        |        |
|  | 7            | Bosca San Bernardo Cuneo  | 0            | 3                         | 0            |              |              |                         |                        |           |           |           |           |           |           |           |  |  |        |        |        |        |        |        |        |
|  | 7            | Bosca San Bernardo Cuneo  | 0            | 3                         | 0            |              |              | 2                       | Igor Gorgonzola Novara | 3         | 0         | 2         |           |           |           |           |  |  |        |        |        |        |        |        |        |
|  |              |                           |              |                           |              |              |              | 2                       | Igor Gorgonzola Novara | 3         | 0         | 2         |           |           |           |           |  |  |        |        |        |        |        |        |        |
|  |              |                           | 3            | Vero Volley Monza         | 2            | 3            | 3            |                         |                        |           |           |           |           |           |           |           |  |  |        |        |        |        |        |        |        |
|  | 3            | Vero Volley Monza         | 3            | Vero Volley Monza         | 2            | 3            | 3            | 3                       | 3                      |           |           |           |           |           |           |           |  |  |        |        |        |        |        |        |        |
|  | 3            | Vero Volley Monza         |              |                           |              |              |              |                         |                        |           |           |           |           |           |           |           |  |  |        |        |        |        |        |        |        |
|  | 6            | Reale Mutua Fenera Chieri | 0            | 1                         |              |              |              |                         |                        |           |           |           |           |           |           |           |  |  |        |        |        |        |        |        |        |
|  | 6            | Reale Mutua Fenera Chieri | 0            | 1                         |              |              |              |                         |                        |           |           |           |           |           |           |           |  |  |        |        |        |        |        |        |        |

### Ćwierćfinały
(do 2 zwycięstw)
|  | Imoco Volley Conegliano (1) | 2 – 0 | (8) Il Bisonte Firenze |  |

| 09.04.2022 20:30 | Imoco Volley Conegliano | 3:1 (22:25, 25:21, 25:21, 25:11) raport | Il Bisonte Firenze | Widzów: 2610 |

| 13.04.2022 20:30 | Il Bisonte Firenze | 0:3 (17:25, 22:25, 23:25) raport | Imoco Volley Conegliano | Widzów: 1020 |

|  | Savino Del Bene Scandicci (4) | 2 – 0 | (5) Unet E-Work Busto Arsizio |  |

| 10.04.2022 17:00 | Savino Del Bene Scandicci | 3:0 (25:20, 28:26, 25:13) raport | Unet E-Work Busto Arsizio | Widzów: 750 |

| 13.04.2022 20:30 | Unet E-Work Busto Arsizio | 0:3 (14:25, 18:25, 15:25) raport | Savino Del Bene Scandicci | Widzów: 2062 |

|  | Igor Gorgonzola Novara (2) | 2 – 1 | (7) Bosca San Bernardo Cuneo |  |

| 09.04.2022 20:30 | Igor Gorgonzola Novara | 3:0 (25:19, 25:17, 25:16) raport | Bosca San Bernardo Cuneo | Widzów: 1180 |

| 12.04.2022 20:30 | Bosca San Bernardo Cuneo | 3:1 (25:22, 22:25, 25:21, 25:15) raport | Igor Gorgonzola Novara | Widzów: 1823 |

| 16.04.2022 18:00 | Igor Gorgonzola Novara | 3:0 (25:23, 25:12, 25:23) raport | Bosca San Bernardo Cuneo | Widzów: 1350 |

|  | Vero Volley Monza (3) | 2 – 0 | (6) Reale Mutua Fenera Chieri |  |

| 10.04.2022 19:30 | Vero Volley Monza | 3:0 (25:23, 25:20, 25:13) raport | Reale Mutua Fenera Chieri | Widzów: 1329 |

| 13.04.2022 20:30 | Reale Mutua Fenera Chieri | 1:3 (23:25, 23:25, 25:23, 19:25) raport | Vero Volley Monza | Widzów: 1058 |

### Półfinały
(do 2 zwycięstw)
|  | Imoco Volley Conegliano (1) | 2 – 0 | (4) Savino Del Bene Scandicci |  |

| 20.04.2022 20:30 | Imoco Volley Conegliano | 3:0 (25:23, 25:21, 25:21) raport | Savino Del Bene Scandicci | Widzów: 2630 |

| 23.04.2022 20:45 | Savino Del Bene Scandicci | 1:3 (25:22, 22:25, 11:25, 21:25) raport | Imoco Volley Conegliano |  |

|  | Igor Gorgonzola Novara (2) | 1 – 2 | (3) Vero Volley Monza |  |

| 21.04.2022 20:30 | Igor Gorgonzola Novara | 3:2 (25:22, 25:18, 29:31, 20:25, 15:12) raport | Vero Volley Monza | Widzów: 1950 |

| 24.04.2022 20:15 | Vero Volley Monza | 3:0 (29:27, 25:17, 26:24) raport | Igor Gorgonzola Novara | Widzów: 4090 |

| 27.04.2022 20:30 | Igor Gorgonzola Novara | 2:3 (26:24, 25:21, 22:25, 23:25, 12:15) raport | Vero Volley Monza | Widzów: 3820 |

### Finał
(do 3 zwycięstw)
|  | Imoco Volley Conegliano (1) | 3 – 1 | (3) Vero Volley Monza |  |

| 30.04.2022 20:30 | Imoco Volley Conegliano | 2:3 (23:25, 25:15, 25:19, 16:25, 13:15) raport | Vero Volley Monza | Widzów: 5013 |

| 03.05.2022 20:30 | Vero Volley Monza | 2:3 (25:23, 25:23, 16:25, 20:25, 10:15) raport | Imoco Volley Conegliano | Widzów: 4168 |

| 07.05.2022 20:45 | Imoco Volley Conegliano | 3:0 (25:23, 25:12, 25:22) raport | Vero Volley Monza | Widzów: 5344 |

| 10.05.2022 20:45 | Vero Volley Monza | 2:3 (20:25, 25:23, 21:25, 25:21, 8:15) raport | Imoco Volley Conegliano | Widzów: 4188 |

## Transfery[9]
| Imoco Volley Conegliano                                                         | Imoco Volley Conegliano |
| Przychodzą                                                                      | Odchodzą |
| ------------------------------------------------------------------------------- | --- |
| - Kathryn Plummer (Denso Airybees) - Megan Courtney (Savino Del Bene Scandicci) | - Kimberly Hill (zakończenie kariery) - McKenzie Adams (Eczacıbaşı Stambuł) - Lucille Gicquel (Bosca San Bernardo Cuneo) - Katja Eckl (Itas Ceccarelli Group Martignacco) |
| W trakcie sezonu                                                                | |
|                                                                                 | - Božana Butigan (do 09.01.2022) (Volley Bergamo 1991) |

| Igor Gorgonzola Novara | Igor Gorgonzola Novara |
| Przychodzą | Odchodzą |
| --- | --- |
| - Ebrar Karakurt (THY Stambuł) - Rosamaria Montibeller (Vbc Èpiù Casalmaggiore) - Eleonora Fersino (Volley Bergamo 1991) - Sofia D'Odorico (Delta Despar Trentino) - Veronica Costantini (AGIL Trecate) - Lucia Imperiali (Ipag Sorelle Ramonda Montecchio) | - Malwina Smarzek-Godek (Lokomotiw Kaliningrad) - Stefania Sansonna (zakończenie kariery) - Elisa Zanette (Bosca San Bernardo Cuneo) - Francesca Napodano (Savino Del Bene Scandicci) - Sara Tajè (Ranieri International Soverato) - Alessia Populini (Lpm Bam Mondovì) |

| Vero Volley Monza | Vero Volley Monza |
| Przychodzą | Odchodzą |
| --- | --- |
| - Magdalena Stysiak (Savino Del Bene Scandicci) - Brankica Mihajlović (Fenerbahçe SK) - Katarina Lazović (ŁKS Commercecon Łódź) - Katerina Zakchaiou (Bosca San Bernardo Cuneo) - Alessia Gennari (Unet E-Work Busto Arsizio) - Sonia Candi (Bosca San Bernardo Cuneo) - Gaia Moretto (Volley Bergamo 1991) - Jennifer Boldini (Eurospin Ford Sara Pinerolo) | - Hanna Orthmann (Savino Del Bene Scandicci) - Laura Heyrman (Eczacıbaşı Stambuł) - Floortje Meijners (szuka klubu) - Edina Begić (Dinamo Moskwa) - Federica Squarcini (Bosca San Bernardo Cuneo) - Josephine Obossa (Cda Volley Talmassons) - Giulia Carraro (Voléro Le Cannet) |
| W trakcie sezonu | |
| - Jordan Larson-Burbach (od 14.02.2022) - Dana Rettke (od 04.01.2022) (University of Wisconsin) | - Brankica Mihajlović (do 27.01.2022) (szuka klubu) |

| Unet E-Work Busto Arsizio | Unet E-Work Busto Arsizio |
| Przychodzą | Odchodzą |
| --- | --- |
| - Adelina Budăi-Ungureanu (Bosca San Bernardo Cuneo) - Lucia Bosetti (Savino Del Bene Scandicci) - Giorgia Zannoni (Bosca San Bernardo Cuneo) - Valeria Battista (Ipag Sorelle Ramonda Montecchio) | - Ana Escamilla (SC Potsdam) - Francesca Piccinini (zakończenie kariery) - Giulia Leonardi (przerwa w karierze) - Alessia Gennari (Vero Volley Monza) - Asia Bonelli (Reale Mutua Fenera Chieri) - Katarina Bulovic (Olimpia Teodora Rawenna) - Chiara Cucco (Hofstra University) |
| W trakcie sezonu | |
| - Victoria Mayer (od 31.03.2022) (SF Paris Saint Cloud) | |

| Savino Del Bene Scandicci | Savino Del Bene Scandicci |
| Przychodzą | Odchodzą |
| --- | --- |
| - Brenda Castillo (Sesi/Vôlei Bauru) - Ana Beatriz Corrêa (Grêmio de Vôlei Osasco) - Natália Pereira (Dinamo Moskwa) - Hanna Orthmann (Vero Volley Monza) - Louisa Lippmann (Lokomotiw Kaliningrad) - Nikol Milanowa (Marica Płowdiw) - Sara Alberti (Il Bisonte Firenze) - Francesca Napodano (Igor Gorgonzola Novara) - Veronica Angeloni (Bartoccini Fortinfissi Perugia) - Ekaterina Antropova (Green Warriors Sassuolo) - Benedetta Bartolini (Green Warriors Sassuolo) | - Magdalena Stysiak (Vero Volley Monza) - Elica Wasilewa (Dinamo Moskwa) - Mina Popović (Fenerbahçe SK) - Kimberly Drewniok (ASPTT Miluza) - Megan Courtney (Imoco Volley Conegliano) - Srna Marković (E.Leclerc Moya Radomka Radom) - Martina Šamadan (HAOK Mladost Zagrzeb) - Lucia Bosetti (Unet E-Work Busto Arsizio) - Luna Carocci (Vbc Trasporti Pesanti Casalmaggiore) - Agnese Cecconello (Acqua & Sapone Roma Volley Club) |
| W trakcie sezonu | |
| - Indre Sorokaitė (od 17.01.2022) (Il Bisonte Firenze) - Noemi Moschettini (od 26.12.2021) (Volley Palmi) | - Hanna Orthmann (do 16.01.2022) (THY Stambuł) - Nikol Milanowa (do 16.12.2021) (szuka klubu) |

| Reale Mutua Fenera Chieri | Reale Mutua Fenera Chieri |
| Przychodzą | Odchodzą |
| --- | --- |
| - Héléna Cazaute (ASPTT Mulhouse) - Camilla Weitzel (Dresdner SC) - Yağmur Karaoğlu (İlbank Ankara) - Asia Bonelli (Unet E-Work Busto Arsizio) - Martina Armini (Club Italia) | - Kertu Laak (SSC Palmberg Schwerin) - Victoria Mayer (SF Paris Saint-Cloud) - Annick Meijers (VfB 91 Suhl) - Marina Zambelli (Vbc Trasporti Pesanti Casalmaggiore) - Giulia Gibertini (szuka klubu) |

| Bosca San Bernardo Cuneo | Bosca San Bernardo Cuneo |
| Przychodzą | Odchodzą |
| --- | --- |
| - Lucille Gicquel (Imoco Volley Conegliano) - Maritt Jasper (Banca Valsabbina Millenium Brescia) - Sofja Kuzniecowa (Dinamo Moskwa) - Federica Squarcini (Vero Volley Monza) - Elisa Zanette (Igor Gorgonzola Novara) - Federica Stufi (Vbc Trasporti Pesanti Casalmaggiore) - Ilaria Spirito (Acqua & Sapone Roma Volley Club) - Beatrice Agrifoglio (Bartoccini Fortinfissi Perugia) - Sara Caruso (Sigel Marsala Volley) | - Katerina Zakchaiou (Vero Volley Monza) - Adelina Budăi-Ungureanu (Unet E-Work Busto Arsizio) - Erblira Bici (Futura Volley Giovani Busto Arsizio) - Milka Stijepić (Szent Benedek RA) - Massiel Matos (szuka klubu) - Giorgia Zannoni (Unet E-Work Busto Arsizio) - Sonia Candi (Vero Volley Monza) - Alice Turco (Omag - Mt S.Giov. In Marignano) - Francesca Fava (3M Pallavolo Perugia) |

| Delta Despar Trentino | Delta Despar Trentino |
| Przychodzą | Odchodzą |
| --- | --- |
| - Yamila Nizetich (Béziers Volley) - Jéssica Rivero (IŁ Capital Legionovia Legionowo) - August Raskie (Béziers Volley) - Beatrice Berti (Banca Valsabbina Millenium Brescia) - Chiara Mason (Ranieri International Soverato) - Rebecca Piva (Olimpia Teodora Rawenna) - Michela Rucli (Itas Ceccarelli Group Martignacco) - Martina Stocco (Volley Hermaea Olbia) - Irene Botarelli (Exacer Montale) | - Sofia D'Odorico (Igor Gorgonzola Novara) - Giulia Melli (Bartoccini Fortinfissi Perugia) - Silvia Fondriest (Banca Valsabbina Millenium Brescia) - Valeria Pizzolato (Cbf Balducci Hr Macerata) - Maria Irene Ricci (Cbf Balducci Hr Macerata) - Maria Luisa Cumino (Lpm Bam Mondovì) - Francesca Trevisan (Lpm Bam Mondovì) - Benedetta Marcone (Nardi Pallavolo Volta) - Elena Bisio (Aduna Volley Padwa) |
| W trakcie sezonu | |
| - Geraldina Quiligotti (od 28.12.2021) (Farmacia Schultze-Villa Zuccaro) | |

| Il Bisonte Firenze | Il Bisonte Firenze |
| Przychodzą | Odchodzą |
| --- | --- |
| - Amandha Marine Sylves (Nantes VB) - Jolien Knollema (Team Eurosped) - Indre Sorokaitė (Toyota Auto Body Queenseis) - Francesca Bonciani (Vbc Trasporti Pesanti Casalmaggiore) - Emma Graziani (Club Italia) - Astou Diagne (Volley 2.0 Crema) | - Alicia Ogoms (Volley Bergamo 1991) - Rebecka Lazic (Nantes VB) - Naoko Hashimoto (zakończenie kariery) - Sara Alberti (Savino Del Bene Scandicci) - Anastasia Guerra (Bartoccini Fortinfissi Perugia) - Fatim Yassimina Kone (Volley Bergamo 1991) - Maila Venturi (Acqua & Sapone Roma Volley Club) - Nausica Acciarri (Club Italia) - Arianna Vittorini (szuka klubu) |
| W trakcie sezonu | |
| - Lauren Stivrins (od 21.03.2022) (University of Nebraska) | - Indre Sorokaitė (do 16.01.2022) (Savino Del Bene Scandicci) |

| Bartoccini Fortinfissi Perugia | Bartoccini Fortinfissi Perugia |
| Przychodzą | Odchodzą |
| --- | --- |
| - Britt Bongaerts (ŁKS Commercecon Łódź) - Christina Bauer (ASPTT Mulhouse) - Valentina Diouf (Daejeon Korea Ginseng Corporation) - Anastasia Guerra (Il Bisonte Firenze) - Immacolata Sirressi (Vbc Trasporti Pesanti Casalmaggiore) - Laura Melandri (Vbc Èpiù Casalmaggiore) - Giulia Melli (Delta Despar Trentino) - Bintu Diop (Acqua & Sapone Roma Volley Club) - Gaia Guiducci (Acqua & Sapone Roma Volley Club) - Linda Nwakalor (Club Italia) - Claudia Provaroni (Cuore Di Mamma Cutrofiano) | - Kenia Carcasés Opón (Megabox Ondulati Del Savio Vallefoglia) - Freya Aelbrecht (E.Leclerc Moya Radomka Radom) - Nicole Koolhaas (szuka klubu) - Lucija Mlinar (Çukurova Belediyespor) - Serena Ortolani (San Giovanni in Marignano) - Veronica Angeloni (Savino Del Bene Scandicci) - Luisa Casillo (Rizzotti Design Pallavolo Sicilia Catania) - Beatrice Agrifoglio (Bosca San Bernardo Cuneo) - Isabella Di Iulio (Volley Bergamo 1991) - Giada Cecchetto (Megabox Ondulati Del Savio Vallefoglia) |
| W trakcie sezonu | |
| - Monika Gałkowska (od 05.02.2022) (Energa MKS Kalisz) | - Valentina Diouf (do 26.01.2022) (ŁKS Commercecon Łódź) |

| Vbc Trasporti Pesanti Casalmaggiore | Vbc Trasporti Pesanti Casalmaggiore |
| Przychodzą | Odchodzą |
| --- | --- |
| - Jana Szczerbań (Dinamo Moskwa) - Ellen Braga (Çan Gençlik Kale Spor Akademi Kulübü) - M'kaela White (LP Viesti Salo) - Katarina Zhidkova (Békéscsabai Röplabda SE) - Kinga Szűcs (1. MCM-Diamant Kaposvári) - Luna Carocci (Savino Del Bene Scandicci) - Marina Zambelli (Reale Mutua Fenera Chieri) - Marta Bechis (Banca Valsabbina Millenium Brescia) - Adhuoljok Malual (University of Texas at Austin) - Erica Di Maulo (Hämeenlinnan Lentopallokerho) - Ludovica Guidi (Olimpia Teodora Rawenna) - Martina Ferrara (Cutrofiano Volley) - Linda Mangani (Ipag Sorelle Ramonda Montecchio) | - Rosamaria Montibeller (Igor Gorgonzola Novara) - Kara Bajema (Developres Bella Dolina Rzeszów) - Tereza Vanžurová (szuka klubu) - Ananda Cristina Marinho (urlop macierzyński) - Federica Stufi (Bosca San Bernardo Cuneo) - Immacolata Sirressi (Bartoccini Fortinfissi Perugia) - Laura Melandri (Bartoccini Fortinfissi Perugia) - Laura Partenio (Pays d’Aix Venelles) - Dayana Kosareva (Megabox Ondulati Del Savio Vallefoglia) - Francesca Bonciani (Il Bisonte Firenze) - Michela Ciarrocchi (Banca Valsabbina Millenium Brescia) - Marianna Maggipinto (Cda Volley Talmassons) |
| W trakcie sezonu | |
| - Polina Rəhimova (od 12.10.2021) (Sesi/Vôlei Bauru) | |

| Volley Bergamo 1991 | Volley Bergamo 1991 |
| Przychodzą | Odchodzą |
| --- | --- |
| - Marie Schölzel (SSC Palmberg Schwerin) - Alicia Ogoms (Il Bisonte Firenze) - Ana Paula Borgo (Nilüfer Belediyespor) - Isabella Di Iulio (Bartoccini Fortinfissi Perugia) - Fatim Yassimina Kone (Il Bisonte Firenze) - Sofia Turlà (Egea Pvt Modica) - Emma Cagnin (Ipag Sorelle Ramonda Montecchio) - Luna Cicola (Volley Academy Piacenza) | - Juliann Faucette (szuka klubu) - Natalia Valentin-Anderson (szuka klubu) - Beta Dumančić (Rote Raben Vilsbiburg) - Katarina Luketić (szuka klubu) - Eleonora Fersino (Igor Gorgonzola Novara) - Gaia Moretto (Vero Volley Monza) - Giulia Mio Bertolo (szuka klubu) - Vittoria Prandi (Eurospin Ford Sara Pinerolo) |
| W trakcie sezonu | |
| - Božana Butigan (od 11.01.2022) (Imoco Volley Conegliano) - MacKenzie May (od 04.01.2022) (University of California, Los Angeles) | - Stephanie Enright (do 09.12.2021) (Adam Voleybol SK) - Francesca Marcon (do 14.11.2021) (szuka klubu) |

| Megabox Ondulati Del Savio Vallefoglia | Megabox Ondulati Del Savio Vallefoglia |
| Przychodzą | Odchodzą |
| --- | --- |
| - Sinead Jack (Grupa Azoty Chemik Police) - Kenia Carcasés Opón (Bartoccini Fortinfissi Perugia) - Tatjana Koszelewa (Galatasaray Stambuł) - Sonja Newcombe - Dayana Kosareva (Vbc Trasporti Pesanti Casalmaggiore) - Alexandra Botezat (Banca Valsabbina Millenium Brescia) - Giada Cecchetto (Bartoccini Fortinfissi Perugia) - Francesca Scola (Lpm Bam Mondovì) - Viola Tonello (Itas Ceccarelli Group Martignacco) - Giulia Mancini (Cbf Balducci Hr Macerata) - Silvia Fiori (Eurospin Ford Sara Pinerolo) - Virginia Berasi (Omag - Mt S.Giov. In Marignano) | - Rachael Kramer (szuka klubu) - Barbara Đapić (Viteos NUC Neuchâtel) - Lucia Bacchi (zakończenie kariery) - Martina Balboni (Green Warriors Sassuolo) - Alice Pamio (Acqua & Sapone Roma Volley Club) - Alessandra Colzi (Olimpia Teodora Rawenna) - Giulia Bresciani (Cbf Balducci Hr Macerata) - Silvia Bertaiola (Ostiano Volley) - Ilaria Durante (Pieralisi Jesi) - Chiara Costagli (Assitec Volleyball Sant'Elia) |
| W trakcie sezonu | |
| - Ana Bjelica (od 26.10.2021) (E.Leclerc Moya Radomka Radom) - Kaisa Alanko (od 06.01.2022) (E.Leclerc Moya Radomka Radom) | |

| Acqua & Sapone Roma Volley Club | Acqua & Sapone Roma Volley Club |
| Przychodzą | Odchodzą |
| --- | --- |
| - Veronika Trnková (Dukla Liberec) - Lena Stigrot (Dresdner SC) - Madison Bugg (ASPTT Mulhouse) - Hanna Klimiec (Dinamo Moskwa) - Agnese Cecconello (Savino Del Bene Scandicci) - Maila Venturi (Il Bisonte Firenze) - Alice Pamio (Megabox Ondulati Del Savio Vallefoglia) - Giorgia Avenia (Cutrofiano Volley) | - Ilaria Spirito (Bosca San Bernardo Cuneo) - Gaia Guiducci (Bartoccini Fortinfissi Perugia) - Bintu Diop (Bartoccini Fortinfissi Perugia) - Roberta Purashaj (Ranieri International Soverato) - Asia Cogliandro (Cda Volley Talmassons) - Anna Adelusi (Club Italia) - Claudia Consoli (Omag - Mt S.Giov. In Marignano) |
| W trakcie sezonu | |
| - Dobriana Rabadżiewa (od 14.01.2022) (THY Stambuł) | - Valeria Papa (do 15.01.2022) (SC Potsdam) |